# Pollenia mayeri
Pollenia mayeri este o specie de muște din genul Pollenia, familia Calliphoridae, descrisă de Jacentkovsky în anul 1941. Conform Catalogue of Life specia Pollenia mayeri nu are subspecii cunoscute.